# 金泥和銀泥
金泥、银泥（日语：／）是将纯或近纯的金、银磨成粉末，并溶解在明胶等胶水中制成的涂料，其中银泥又称白泥。
金泥、银泥的使用方法有两种：一种是画线，另一种是用名为金泥引/銀泥引的画笔在物体表面上绘画。据说这种技术是于奈良时代从中国传入的，多用于高级装饰。